# Torbernit
Torbernit är ett sällsynt kopparhaltigt och uranylhaltigt fosfat med kristallvatten. Det är ett grönfärgat radioaktivt och sekundärt mineral med den kemiska formeln Cu2+(UO2)2(PO4)2·12H2O. Mineralets kristallsystem är tetragonalt. 

## Historia och etymologi
Torbernit hittades första gången i Gruvan Georg Wagsfort i Johanngeorgenstadt, Sachsen, Tyskland. Mineralet har fått namn efter svensken  Torbern Bergman.

## Egenskaper

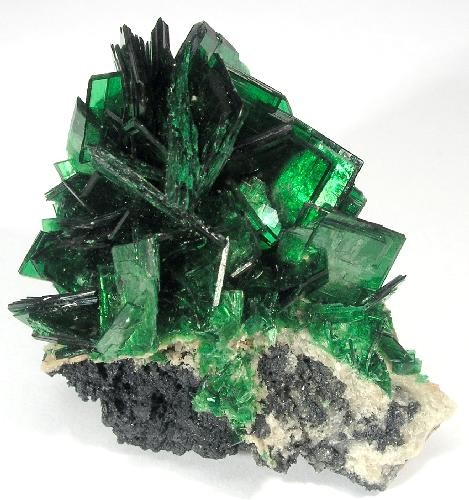
Bladformig torbernit från Mashamba West Mine

Hårdheten på Mohs hårdhetsskala är 2 till 2½ och densiteten 3,22 g/cm3. Vanligtvis fluorecerar mineral som innehåller uranyljoner i gröna färger. Men det samtidiga innehållet av kopparjoner släcker effekten. När torbernit förlorar en del av sitt kristallvatten övergår det till mineralet metatorbernit, Cu2+(UO2)2(PO4)2·8H2O.

## Förekomst
Torbernit hittas oftast tillsammans med andra fosfater i malmer som innehåller koppar och uran. 
Torbernit samt andra sekundära uranmineral har hittats i gruvor i Cornwall i England.